# Urocystis roivainenii
Urocystis roivainenii är en svampart som först beskrevs av Liro, och fick sitt nu gällande namn av George Lorenzo Ingram Zundel 1953. Urocystis roivainenii ingår i släktet Urocystis och familjen Urocystidaceae.   Inga underarter finns listade i Catalogue of Life.